# Kanton Le Mas-d’Azil
Der Kanton Le Mas-d’Azil war bis 2015 ein französischer Wahlkreis im Département Ariège und in der Region Midi-Pyrénées. Er umfasste 14 Gemeinden im Arrondissement Pamiers; sein Hauptort (frz.: chef-lieu) war Le Mas-d’Azil. Die landesweiten Änderungen in der Zusammensetzung der Kantone brachten im März 2015 seine Auflösung.

## Gemeinden
| Gemeinde              | Einwohner (Stand: 2022) | Code postal | Code Insee |
| --------------------- | ----------------------- | ----------- | ---------- |
| La Bastide-de-Besplas | 373                     | 09350       | 09038      |
| Les Bordes-sur-Arize  | 472                     | 09350       | 09061      |
| Camarade              | 209                     | 09290       | 09073      |
| Campagne-sur-Arize    | 286                     | 09350       | 09075      |
| Castex                | 95                      | 09350       | 09084      |
| Daumazan-sur-Arize    | 804                     | 09350       | 09105      |
| Fornex                | 107                     | 09350       | 09123      |
| Gabre                 | 124                     | 09290       | 09127      |
| Loubaut               | 28                      | 09350       | 09172      |
| Le Mas-d’Azil         | 1236                    | 09290       | 09181      |
| Méras                 | 97                      | 09350       | 09186      |
| Montfa                | 94                      | 09350       | 09205      |
| Sabarat               | 377                     | 09350       | 09253      |
| Thouars-sur-Arize     | 40                      | 09350       | 09310      |